# Canton de Saint-Dier-d'Auvergne
Le canton de Saint-Dier-d'Auvergne est une ancienne division administrative française située dans le département du Puy-de-Dôme et la région Auvergne.

## Géographie
Ce canton est organisé autour de Saint-Dier-d'Auvergne dans l'arrondissement de Clermont-Ferrand. Son altitude varie de 319 m (Saint-Flour) à 823 m (Tours-sur-Meymont) pour une altitude moyenne de 574 m.

## Histoire
De 1833 à 1848, les cantons de Saint-Dier et de Vic-le-Comte avaient le même conseiller général. Le nombre de conseillers généraux était limité à 30 par département.
Le canton a été supprimé en mars 2015 à la suite du redécoupage des cantons du département :
- Ceilloux, Domaize, Saint-Flour et Tours-sur-Meymont intègrent le canton des Monts du Livradois ;
- Estandeuil, Fayet-le-Château, Saint-Dier-d'Auvergne, Saint-Jean-des-Ollières et Trézioux intègrent le canton de Billom.

## Représentation

### Conseillers généraux de 1833 à 2015
| Période      | Période      | Identité                                         | Étiquette                        | Qualité                                                                                           |
| ------------ | ------------ | ------------------------------------------------ | -------------------------------- | ------------------------------------------------------------------------------------------------- |
| 1833         | 1848         | Antoine Jouvet                                   | Opposition libérale              | Avocat à Clermont Député (1834-1842, 1848-1849) Maire de Busséol                                  |
| 1848         | 1857 (décès) | Comte Amédée Guesclin de Beynaguet de Pennautier | Majorité dynastique              | Officier d'artillerie, propriétaire, maire de Domaize (1846-1857) Député (1852-1857)              |
| 1857         | 1861         | Henri de Coëtnempren de Kersaint                 | Majorité dynastique              | Officier de marine Député (1857-1860)                                                             |
| 1861         | 1877         | Jean Victor Costilhes                            | Droite                           | Notaire public et géomètre, maire de Saint-Dier-d'Auvergne, conseiller d'arrondissement           |
| 1877         | 1880 (décès) | Benoît Chabanet                                  | Républicain                      | Maire de Saint-Gervais-sous-Meymont                                                               |
| 1881         | 1886 (décès) | Henri Fayol                                      |                                  | Médecin                                                                                           |
| 1887         | 1914 (décès) | Pierre Gardette                                  | Rad.                             | Chevalier du Mérite Agricole, maire de Fayet-le-Château                                           |
| 1914         | 1919         | siège vacant                                     |                                  |                                                                                                   |
| 1919         | 1932 (décès) | Albert Miodet                                    | Rad.                             | Médecin à Saint-Dier-d'Auvergne                                                                   |
| 1932         | 1940         | Joseph Besse                                     | Rad.                             | Agriculteur, maire de Domaize, conseiller d'arrondissement Nommé conseiller départemental en 1942 |
|              |              |                                                  |                                  |                                                                                                   |
| 1945         | 1951         | Camille Piotet                                   | SFIO                             | Agriculteur à Saint-Jean-des-Ollières                                                             |
| 1951         | 1956 (décès) | Eugène Gaby                                      | RGR                              | Ingénieur du service vicinal                                                                      |
| 22 juin 1956 | 1964         | Raymond Sauron                                   | SFIO                             | Maire de Domaize                                                                                  |
| 1964         | 1982         | Alphonse Cistel (1908-1990)                      | PCF                              | Maire de Saint-Dier-d'Auvergne (1961-1977)                                                        |
| 1982         | 1986 (décès) | François Jothy                                   | PCF                              | Professeur Maire de Saint-Dier-d'Auvergne (1977-1979)                                             |
| 1986         | 2008         | Robert Chabrol                                   | Union des Républicains (UMP-UDF) | Minotier Adjoint au maire de Saint-Dier-d'Auvergne                                                |
| 2008         | 2013 (décès) | Gérard Cartailler                                | DVG                              | Instituteur Maire de Saint-Dier-d'Auvergne (1989-2013)                                            |
| 2013         | 2015         | Christelle Groisne                               | DVG                              | Infirmière, conseillère municipale de Domaize                                                     |

### Conseillers d'arrondissement (de 1833 à 1940)
| Période                                  | Période | Identité                                 | Étiquette | Qualité |
| ---------------------------------------- | ------- | ---------------------------------------- | --------- | --- |
| 1833                                     | 1848    | Louis Michel Filère                      |           | Notaire, maire de Sugères                                                                                   |
| 1848                                     | 1861    | Jean-Victor Costilhes (1799-1883)        |           | Notaire, maire de Saint-Dier-d'Auvergne                                                                     |
| 1861                                     | 1871    | Jean-Etienne-Ernest Téallier (1819-1884) |           | Notaire, juge de paix à Saint-Dier-d'Auvergne                                                               |
| 1871                                     | 1877    | Charles-Robert Vimal (1837-1888)         |           | Propriétaire, maire de Trézioux                                                                             |
| 1877                                     | 1891    | Gilbert-Jules Béal-Chevalier             |           | Propriétaire à Saint-Jean-des-Ollières                                                                      |
| 1891                                     | 1910    | François Russias                         | Rad.      | Maire de Tours-sur-Meymont                                                                                  |
| 1910                                     | 1919    | M. Martin                                |           | Maire de Saint-Dier-d'Auvergne                                                                              |
| 1919                                     | 1928    | André Chevallier                         | SFIO      | |
| 1928                                     | 1932    | Joseph Besse                             | Rad.      | Agriculteur, maire de Domaize                                                                               |
| 1932                                     | 1940    | Jean-Marie Archimbaud                    | SFIO      | Président de l'Union des paysans socialistes, conseiller municipal de Saint-Dier-d'Auvergne                 |
| 1940                                     |         |                                          |           | Les conseils d'arrondissement ont été suspendus par la loi du 12 octobre 1940 et n'ont jamais été réactivés |
| Les données manquantes sont à compléter. |         |                                          |           | |

## Composition
Le canton de Saint-Dier-d'Auvergne groupait 9 communes et comptait 3 564 habitants en 2012 (population municipale).
| Nom                               | Code Insee | Intercommunalité           | Population (dernière pop. légale) |
| --------------------------------- | ---------- | -------------------------- | --------------------------------- |
| Saint-Dier-d'Auvergne (chef-lieu) | 63334      | CC Billom Communauté       | 517 (2014)                        |
| Ceilloux                          | 63065      | CC Ambert Livradois Forez  | 171 (2014)                        |
| Domaize                           | 63136      | CC Ambert Livradois Forez  | 387 (2014)                        |
| Estandeuil                        | 63155      | CC Billom Communauté       | 433 (2014)                        |
| Fayet-le-Château                  | 63157      | CC Billom Communauté       | 346 (2014)                        |
| Saint-Flour-l'Étang               | 63343      | CC Thiers Dore et Montagne | 275 (2014)                        |
| Saint-Jean-des-Ollières           | 63365      | CC Billom Communauté       | 471 (2014)                        |
| Tours-sur-Meymont                 | 63434      | CC Ambert Livradois Forez  | 525 (2014)                        |
| Trézioux                          | 63438      | CC Billom Communauté       | 471 (2014)                        |

## Démographie
| 1962  | 1968  | 1975  | 1982  | 1990  | 1999  | 2006  | 2011  | 2012  |
| ----- | ----- | ----- | ----- | ----- | ----- | ----- | ----- | ----- |
| 3 754 | 3 486 | 3 002 | 2 781 | 2 755 | 2 998 | 3 203 | 3 556 | 3 564 |